# Бюро авторского права США

Здание, в котором располагается Бюро авторского права

Бюро авторского права США (англ. United States Copyright Office) — структурная единица Библиотеки Конгресса, являющаяся официальным государственным органом США, ведущим учёт и регистрацию авторских прав в США. Также бюро занимается выпуском Каталога авторского права (англ. Copyright Catalog), доступном сейчас в электронном виде на официальном сайте Бюро.
Главой Бюро авторского права является Регистратор авторского права, с 2011 года эту должность занимает Мария Палланте.
Офис Бюро авторского права США расположен на четвёртом этаже в Здании мемориала Джеймса Мэдисона Библиотеки Конгресса, по адресу 101 Independence Avenue, SE, в Вашингтоне, округ Колумбия.

## История
Конгресс имеет полномочия… содействовать прогрессу науки и ремесел, обеспечивая на определенное время авторам и изобретателям исключительное право на соответствующие труды и открытия…Статья 1, часть 8 Конституции США
Конституция Соединённых Штатов дает Конгрессу право принимать законы, устанавливающие систему авторского права в Соединенных Штатах. И первым стал Закон об авторском праве 1790 года, включивший охрану авторских прав в федеральное ведомство. В 1870 году, ответственным за авторское право был главный библиотекарь Конгресса Эйнсуорт Рэнд Споффорд. Бюро авторских прав как самостоятельное подразделение Библиотеки Конгресса появилось только в 1897 году, и Торвальд Сольберг был назначен первым Регистратором авторских прав.

## Функции
Миссией Бюро авторского права является содействие творчеству путём введения и поддержания эффективной национальной системы авторского права. Хотя целью системы авторского права всегда было содействие творчеству в обществе, функции Бюро авторского права существенно больше этого.

### Администрирование закона об авторском праве
Бюро рассматривает все заявки, представленные для регистрации оригинальных произведений и вопросы о возобновлении авторских претензий, чтобы определить их приемлемость для регистрации в соответствии с положениями Закона об авторском праве. Бюро также записывает документы, связанные с правом собственности авторских прав.
Бюро авторского права хранит библиографические описания всех зарегистрированных работ. Архивы в Бюро авторского права являются важным элементом культурного и исторического наследия Америки. Архив содержит около 45 миллионов индивидуальных карточек, каталог карточек авторского права расположен в здании мемориала Джеймса Мэдисона и содержит индексы регистрации авторского права в Соединённых Штатах с 1870 по 1977 год. Записи после 1977 года содержатся в электронном доступе через интернет, это более 16 миллионов записей.
Как подразделение Библиотеки Конгресса, Бюро авторского права является частью законодательной ветви власти. По просьбе Конгресса, Бюро авторского права консультирует и оказывает помощь Конгрессу в развитии национальной и международной политики авторского права. Бюро участвует в составлении законодательных проектов и готовит технические исследования по вопросам авторского права, связанных с законопроектами.

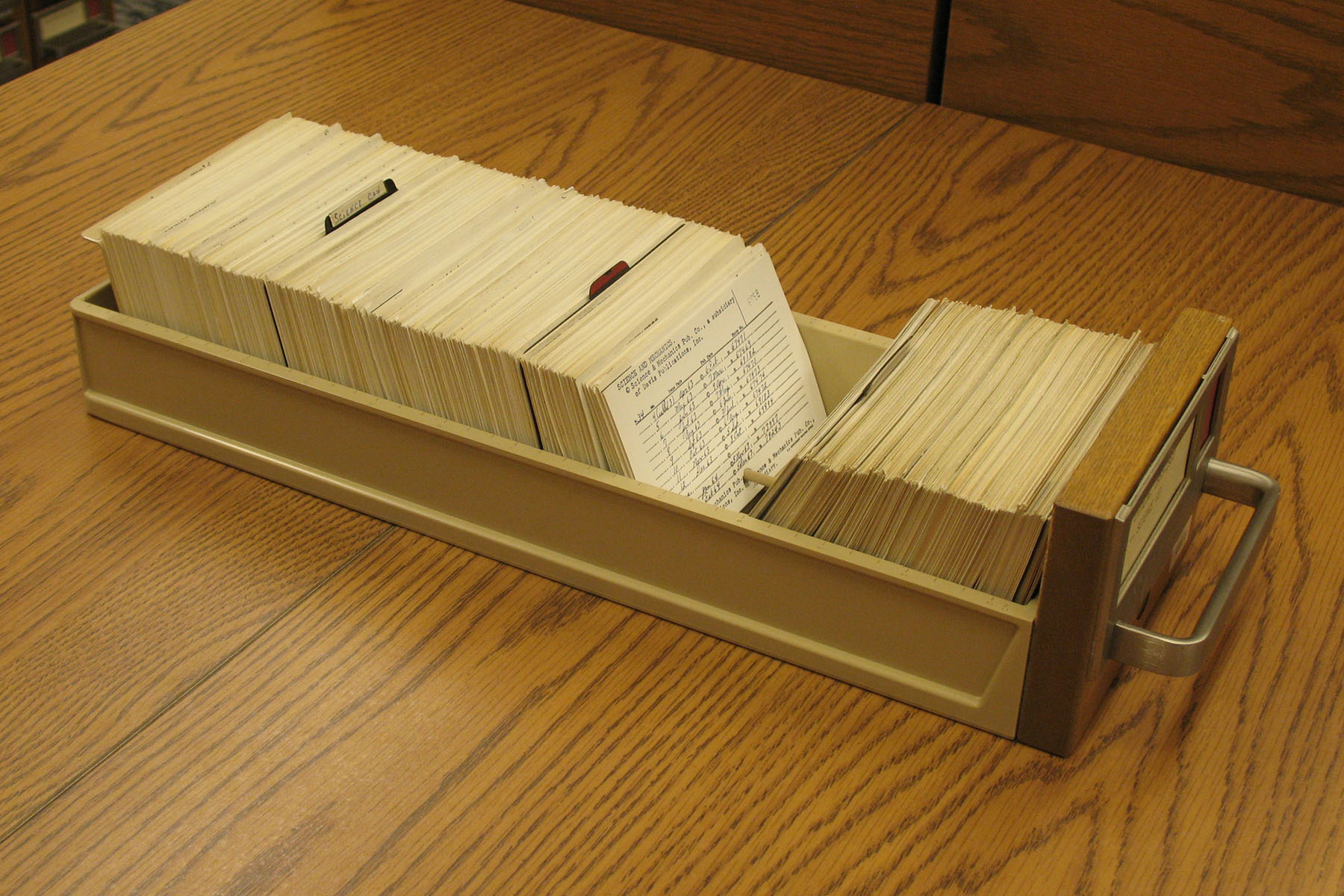
Ящик с библиографическими карточками в Бюро авторского права

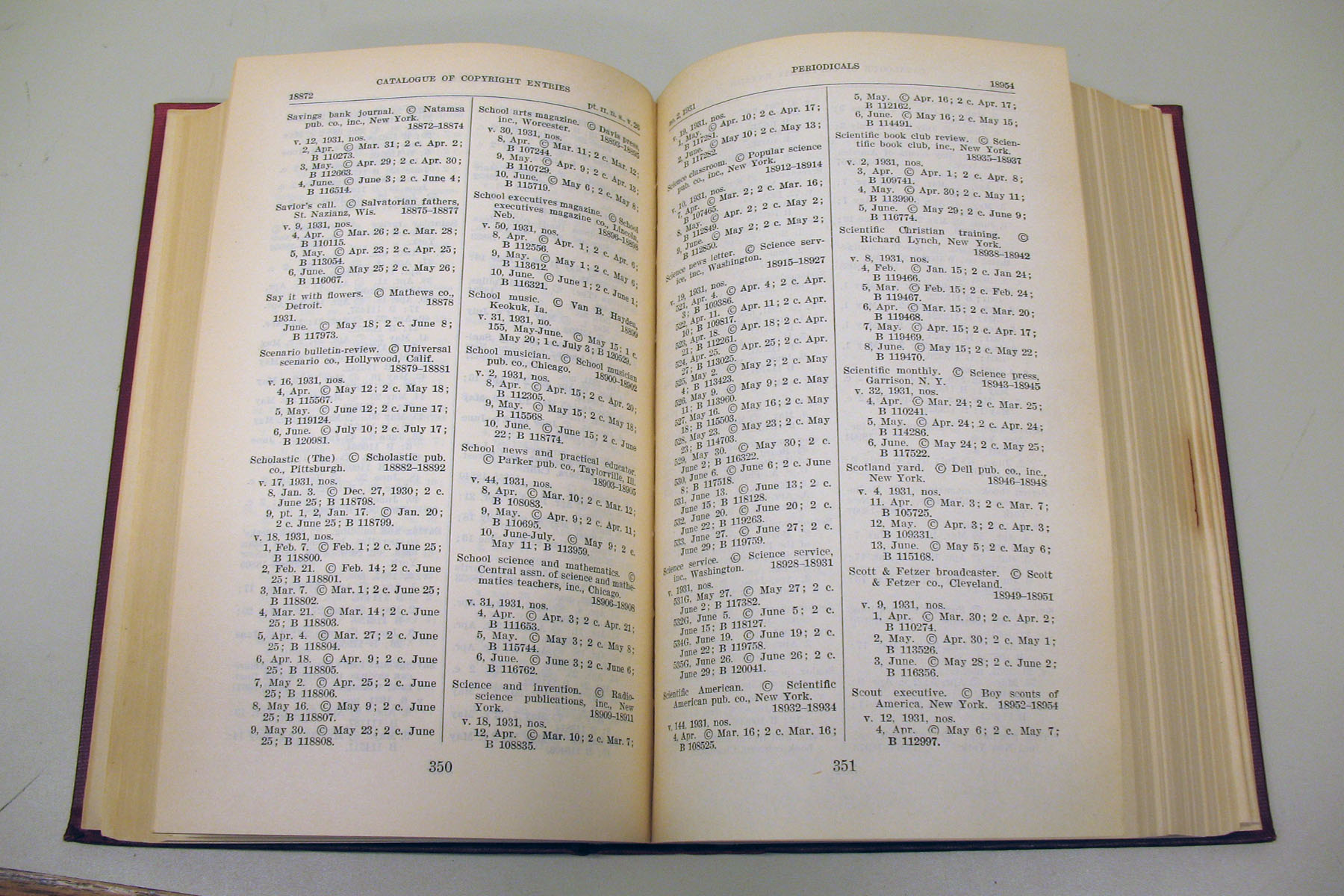
Каталог периодики с записями об авторских правах за 1931 год

Новый план оплаты за определенные услуги Бюро вступил в силу 1 мая 2014 года. Сборы Бюро обновлены в 2009 году, они увеличились на этапе регистрации и рядом связанных с ней услуг, а также для некоторых поисковых услуг. Наоборот, в мае 2014 года, Бюро сократило некоторые прикладные и добавленные пошлины за добавление своего произведения в каталог, чтобы «поощрять подачу большего количества запросов» и тем самым улучшить архивы авторского права.

### Предоставление информационных услуг населению
Бюро авторского права обеспечивает информирование общественности и справочные услуги, связанные с авторскими правами и документы. С некоторого времени Бюро делает бесплатную электронную рассылку NewsNet, которая информирует абонентов о слушаниях, сроках предоставления комментариев, новых правилах, новых публикациях и других поводах, связанных с авторскими правами.

### Поддержка Библиотеки Конгресса
В 1870 году Конгресс принял закон, централизовавший систему авторских прав в Библиотеке Конгресса. Закон стал очень важным для развития библиотеки, так как требовал всех авторов предоставлять библиотеке две копии каждой книги, брошюры, карты, распечатки или нотной записи. Это партнёрство, созданное более 140 лет назад, принесло библиотеке большую пользу. Удовлетворяя информационные потребности Конгресса, Библиотека Конгресса стала крупнейшей в мире библиотекой и Национальной библиотекой Америки. Это великое хранилище из более чем 160 миллионов книг, фотографий, карт, фильмов, документов, звукозаписей, компьютерных программ и других объектов авторского права.